# Radio Bemba Sound System (gruppo musicale)
I Radio Bemba Sound System, anche abbreviati in Radio Bemba, sono un gruppo musicale francese di Patchanka, Latin rock e Reggae fondato da Manu Chao.

## Storia e caratteristiche
Nel 1995 la celebre band Mano Negra si sciolse e il loro leader Manu Chao intraprese la carriera solista. Tre anni dopo il cantante forma i Radio Bemba. Il gruppo ha un suo stile che lo differenzia da chiunque altro: Sotto i loro ritmi martellanti si alternano ad arpeggi di chitarra, trombe, sottofondi, e nei live splendide acrobazie. Essendo Manu una persona aperta e socievole, nei Radio Bemba vi sono stati musicisti di ogni genere e nazionalità, come il trombettista italiano Roy Paci o il cantante guineano Bidji, che possono "essere utili" in ogni occasione. Essi sono passati da una strada decisamente reggae, riscontrabile nei primi album, ad una più vicina alle radici punk e Rock del primo gruppo di Manu Chao: la Mano Negra. Sono stati impegnati nel tour di presentazione dell'album del leader La Radiolina.

## Formazione nel tour 2000/2001

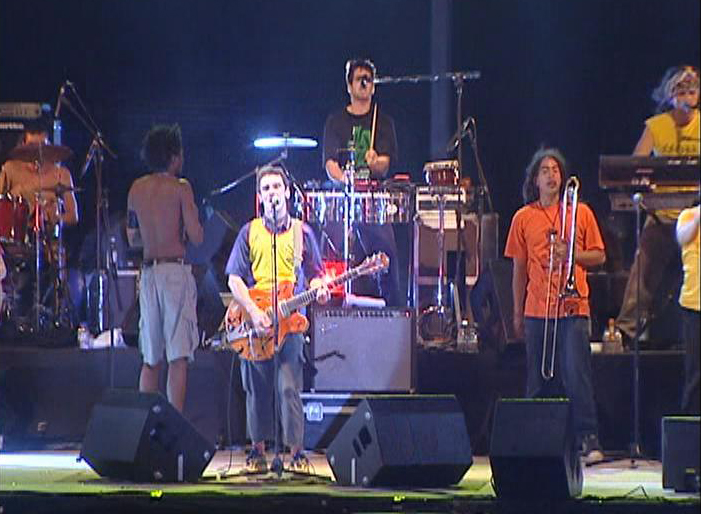
I Radio Bemba in concerto.

- Manu Chao: chitarra ritmica, voce.
- Madjid Fahem: chitarra solista, cori.
- Jean Michel Gambit ("Gambeat") : basso elettrico, voce, cori.
- David Bourguignon: batteria, percussioni.
- Gerard Casajús: batteria, percussioni, cori.
- Julio Lobos: tastiere, cori.
- Roy Paci: tromba, trombone.
- Gianny: trombone.
- B-Roy: fisarmonica.
- Bidji (detto anche "Lyricson"): voce.

### Formazione invariata
- Manu Chao
- Madjid Fahem
- Gambeat
- David Bourguignon

### Nuovi membri
- Philippe Teboul (Garbancito): percussioni, voce, cori.
- David Baluteau (Dammy): tastiere, cori.
- Angelo Mancini : tromba

## Discografia
- Radio Bemba Sound System (2002)
- Baionarena (2009)